# Ipomoea carajasensis
Ipomoea carajasensis é uma espécie do gênero Ipomoea.
Trepadeira volúvel com sementes ovóides a obovadas, curto seríceas.
Dentre as variações observadas ao longo da distribuição, não é possível delimitar I. carajasensis, I. aequiloba e I. mucronatoproducta. É relacionada com I. maurandioides, uma espécie mais robusta, com sépalas maiores e mais largas e com folhas mais largas, mas há indivíduos desta que são muito parecidos com I. carajasensis.

## Taxonomia
A espécie foi descrita em 1981 por Daniel Frank Austin. Os seguintes sinônimos já foram catalogados:
- Ipomoea aequiloba  J.R.I. Wood & R.W. Scotland
- Ipomoea mucronatoproducta  J.R.I. Wood & R.W. Scotland

## Forma de vida
É uma espécie terrícola e trepadeira.

## Descrição
| Raiz                           | Raiz                                            |
| ------------------------------ | ----------------------------------------------- |
| tipo                           | pivotante                                       |
| Caule                          |                                                 |
| ramo                           | volúvel/prostrado                               |
| medula                         | sólida                                          |
| látex                          | hialino                                         |
| Folha                          |                                                 |
| pecíolo                        | longo                                           |
| divisão                        | simples/inteira                                 |
| forma da lâmina                | triangular                                      |
| forma da base                  | sagitada ou hastada                             |
| forma do ápice                 | agudo/obtuso                                    |
| indumento da face adaxial      | glabro                                          |
| indumento da face abaxial      | glabro                                          |
| Inflorescência                 |                                                 |
| bractéola                      | ovada/caduca                                    |
| tipo                           | dicásio                                         |
| Flor                           |                                                 |
| sépala externa                 | menor que as interna/ovada/glabra               |
| sépala ápice                   | agudo/obtuso                                    |
| sépala interna                 | ovada                                           |
| corola                         | infundibuliforme/grande maior que 5 centímetros |
| cor da corola                  | rósea                                           |
| indumento das área mesopétalas | glabra                                          |
| Semente                        |                                                 |
| indumento                      | serícea                                         |

## Distribuição
A espécie é encontrada nos estados brasileiros de Goiás, Maranhão, Minas Gerais, Mato Grosso do Sul, Mato Grosso, Pará e Tocantins. Em termos ecológicos, é encontrada nos  domínios fitogeográficos de Floresta Amazônica, Cerrado e Pantanal, em regiões com vegetação de Campinarana e  campo limpo.